# Карьера (журнал)
«Карье́ра» — деловое приложение к еженедельнику «Профиль», ранее деловой журнал. Был адресован предприимчивым людям, которые целенаправленно строят карьеру и интересуются тем, как это делают другие; занимал первое место среди ежемесячных изданий в индексе популярности, подготовленном Ассоциацией менеджеров, а также занимал лидирующие позиции в группе ежемесячных деловых/финансовых изданий в рейтинге TNS Gallup Media.
В настоящее время журнал не выходит.

## Параметры
Тираж: 80 000 экз.
Объём: от 96 до 128 полос.
Формат: А4.

## История

### Начало: «Карьера» vs «Формула карьеры»
Журнал создан на основе одноимённой рубрики в еженедельнике «Профиль» в 1998 году. Несмотря на дефолт и кризисную ситуацию в медиаотрасли менеджмент смог удержать издание в зоне читательского интереса.
В 2001 году вследствие конфликта с издателем коллектив журнала в полном составе (во главе с редактором Екатериной Даниловой) покинул стены ИДР, основав аналогичный продукт «Формула карьеры». Факт использования сертифицированного логотипа «Карьеры» в новом журнале послужил основанием для судебного иска, который год спустя был удовлетворён. Проект «Формула карьеры» потерпел фиаско и прекратил существование.

### Ребрендинг Евгения Ю. Додолева

#### В январе2003 годашеф-редакторИздательского дома РодионоваАлександр Перовпригласил на пост главного редактора ежемесячника известного журналистаЕвгения Ю. Додолева. Сам Перов рассказывал об этом ребрендинге в одном из своих интервью[4]
Как раз тогда вернулся из Штатов знакомый мне ещё по временам «Московского комсомольца» Женя Додолев — блестящий журналист, один из сильнейших медиа-менеджеров, которых я когда-либо встречал. Я предложил ему заняться «Карьерой», он за неделю сделал новую концепцию, пригласил Сергея Горбунова главным художником — и меньше, чем через год, «Карьера» стала приносить прибыль. В новой концепции и с новым дизайном журнал стал не просто содержательным, он стал читаемым, а главное — по-настоящему стильным.

#### Автура
Новый руководитель сменил макет: обложки стали монохромными и впервые в отечественной практике без анонсов-выносов. К работе над ребрендингом Додолев привлёк именитых авторов, таких как Дмитрий Быков, Никита Кириченко и Кирилл Разлогов. Концепцию рестайлинга разработала медиаидеолог Марина Леско.
Три года подряд журнал становился победителем конкурса «Обложка года» .

#### Рейтинги
Помимо традиционных рейтингов учебных заведений и профессий читателей привлекали журналистские эксперименты, такие как рейтинг женихов или рейтинг неудачников (лузеров). В рамках публикации «рейтинга лузеров» в «Карьере» было опубликовано последнее интервью (российской прессе) олигарха Бориса Березовского (2004 год); данная «подобложечная» публикация легла в основу телепередачи «Обложка» канала ТВ Центр в 2015 году.
Редакция уделяла внимание не только проблемам бизнес-образования, но и в популярной форме анализировала такие проблемы, как служебный роман, гендерная дискриминация, современный феминизм:

В России довольно популярен миф о том, что понятие «феминизм» придумали благополучные американские женщины, которые умирали со скуки в своих загородных домах, напичканных многоэтажными холодильниками, посудомоечными машинами и прочей бытовой техникой. На самом деле скучающая домохозяйка — это порождение послевоенной эпохи экономического роста и потребительского бума, когда ни о каком феминизме и не слыхивали. Мода на женщину-стерву, с легкостью жертвующей семейным уютом ради карьеры, появилась позднее, в 80-е, и связана с поколением яппи.

Читателям рассказывали про Стэнфордский тюремный эксперимент, объясняли кто такой Отто Вейнингер и что такое булимия. Журналу давали интервью политические и общественные деятели, известные своей недоступностью для прессы (Михаил Лесин и др.).
Рейтинг цитирования «Карьеры» вырос за счёт того, что главный редактор выступал на радио, его приглашали в популярные телевизионные шоу («Детали» с Тиной Канделаки (СТС), «Принцип домино» (НТВ), etc..

#### Коммерческий успех
Повышения качества издания сказалось и на коммерческой составляющей. Новаторская бренд-стратегия высокопрофессиональной команды журнала «Карьера» привлекла внимание т. н. сетевиков, в журнале появилась престижная реклама.
Согласно данным Gallup AdFact, прирост доходов от рекламы в российских деловых изданиях в 2004 году (по сравнению с итогами 2003 года) выглядел так:
| Издание         | Прирост рекламных доходов | Годы         |
| --------------- | ------------------------- | ------------ |
| «Карьера»       | 45 %                      | 2004 vs 2003 |
| «Деньги»        | 18 %                      | 2004 vs 2003 |
| «Эксперт»       | 18 %                      | 2004 vs 2003 |
| «Компания»      | 14 %                      | 2004 vs 2003 |
| «Профиль»       | -4 %                      | 2004 vs 2003 |
| «Русский фокус» | -26 %                     | 2004 vs 2003 |

Феноменальный скачок рейтинга «Карьеры» (с 2,4 % в 2003 году до 4,7 % в 2004 году) в сочетании с появлением на страницах издания стратегического партнёра DaimlerChrysler, обеспечил этот рекламоноситель качественно новым «рекламо-наполнением».
Успех издания был особенно заметен в контексте появления новых сильных игроков на медиарынке, когда — так или иначе — уронили свою долю все российские деловые издания (кроме «Карьеры»).
| Издание   | Рейтинг 2004 года | Рейтинг 2003 года |
| --------- | ----------------- | ----------------- |
| «Карьера» | 4,7               | 2,4               |
| «Деньги»  | 7,1               | 8,7               |
| «Эксперт» | 3,3               | 4,5               |

Главный редактор был обозначен как претендент на звание лучшего медиаменеджера страны по итогам года .

#### Западные стандарты и The Entrepreneur
Аудитория деловых изданий заметно менялась в начале нулевых. Экспаты и выпускники бизнес-школ, хорошо знакомые с западными образцами СМИ, предъявляли соответствующие требования к отечественной продукции. То, что в «Карьере» появился обязательный для «деловиков» The Index (специальная страничка с перечислением компаний и персон, упомянутых в номере) для многих было симптомом качественной стандартизации журнала.
Марина Леско сформулировала своэ экстравагантную «теорию капиталов/рангов» :

Можно определить «элиту» как особей, обладающих весомым количеством капитала:
- экономического (газеты, заводы, пароходы);
- культурного (дипломы, звания, степени и т. д.);
- символического (должности, посты плюс неформальные позиции вроде статуса лидера оппозиции и т. д.);
- социального.

Именно в превращении одних видов капитала в другие и состоит построение индивидуальной карьеры, венцом которой можно считать гармоничное сочетание всех их видов. То есть наличие культурного капитала (способностей и знаний, конвертированных в зафиксированные государственными институтами документы), символического (то есть соответствующей культурному капиталу социальной позиции), экономического (адекватного этой позиции дохода) и социального (гармоничных связей с внешней средой). Переходя на язык цифр, оптимальным является соотношение 25/25/25/25%, если весь имеющийся у человека капитал принять за 100 %. Разумеется, размер его индивидуален и неизмерим. Главный тезис таков: если каждый занимает место по способностям, имеет заработок по компетенции, а связи — по заслугам, — общество можно смело назвать идеальным, ибо подобное сочетание и есть совпадение рангов.

Используя свой опыт сотрудничества с западными медиаструктурами, Додолев организовал ко-брендинг с американским журналом The Entrepreneur. В «Карьере» появился блок лицензионных материалов аналогичный проекту BusinessWeek в «Профиле» (позднее Der Spiegel в «Профиле»).

### Смена курса
Весной 2005 года главный редактор «Карьеры» получил должность директора по развитию ИДР, а позднее (весной 2007) возглавил весь деловой блок (включая и «Карьеру») концерна.
В том же году журнал познакомил читателей с концепцией русской энергетической дипломатии, которую представил на страницах издания Станислав Жизнин.
В 2008 году новая команда провела очередной ребрендинг издания, осовременив макет.
С 2009 года «Карьера» сменила периодичность — с ежемесячной на 6 номеров в год.
В ноябре 2009 года издатель объявил, что скорее всего, журнал поменяет периодичность и будет выходить ежеквартально. Однако в конце 2009 года выпуск был прекращён совсем, коллектив распущен. Последний номер датирован январём 2010 года.
Александр Перов прокомментировал закрытие журнала:
Жаль, что сейчас он не издаётся — мне кажется, такое издание было бы абсолютно востребованным и коммерчески успешным
С августа 2010 года «Карьера» является рубрикой журнала «Профиль».